# Anwaltsgerichtshof
Der Anwaltsgerichtshof ist in Deutschland Beschwerde- und Berufungsinstanz (§§ 142, 143 BRAO) für Entscheidungen des Anwaltsgerichts. Erstinstanzlich ist er nach § 112a Abs. 1 BRAO für verwaltungsrechtliche Anwaltssachen und nach § 123 BRAO für Anträge von Rechtsanwälten auf gerichtliche Entscheidung zuständig.
Die Rechtsverhältnisse der Anwaltsgerichtshöfe sind in §§ 100–105 Bundesrechtsanwaltsordnung geregelt. Nach diesen Vorschriften wird der Anwaltsgerichtshof als Berufsgericht bei dem Oberlandesgericht errichtet. Hat ein Bundesland mehrere Oberlandesgerichte, so kann die jeweilige Landesregierung durch Verordnung die Errichtung auch nur eines Anwaltsgerichtshofes bestimmen. Derzeit gibt es für jedes Bundesland nur einen Anwaltsgerichtshof. Die Anwaltsgerichtshöfe sind mit Berufsrichtern der Oberlandesgerichte sowie mit Rechtsanwälten besetzt (§§ 101 Abs. 1 Satz 1, 102 Abs. 1 BRAO). Die Präsidenten und Senatsvorsitzenden müssen Rechtsanwälte sein (§ 101 Abs. 1 Satz 2 BRAO). 
Dem Anwaltsgerichtshof übergeordnet ist der Senat für Anwaltssachen beim Bundesgerichtshof. Vorgänger war der Ehrengerichtshof für Deutsche Rechtsanwälte.